# Elpida
Elpida Karayianopoulou(1 de outubro de 1950) é uma cantora grega que participou duas vezes no Festival Eurovisão da Canção. Ela representou a Grécia no Festival Eurovisão da Canção 1979 com a canção Sokrati (sobre o filósofo grego Sócrates, considerado na letra como uma super-estrela e que terminou num honroso 8º lugar). Voltou ao Festival Eurovisão da Canção, em 1986, agora representando Chipre, com a canção 'Tora Zo', contudo não foi feliz terminando no 20º e último lugar do concurso.O seu nome Elpida significa Esperança em português. Elpida foi a cantora grega mais popular no seu país na década de 1970.

## Discografia
- 1972: Den Ton Eida
- 1973: Elpida
- 1975: Koita To Fos
- 1975: Epi Skinis
- 1976: Elpida
- 1978: Borei
- 1979: Sokrati
- 1979: Elpida
- 1979: Ta Oraiotera Tragoudia Mou (compilação)
- 1981: Me Tin Elpida
- 1983: Me Logia Apla
- 1987: Flas
- 1988: 16 Apo Ta Oraiotera Tragoudia (compilação)
- 1989: Ela na Paizoume
- 1990: Tragoudontas Tis Epohes, 10
- 1990: Selida 16
- 1992: To Palio Na Legetai
- 1994: Mes Sti Nihta Hathika
- 1994: "Zileia"/"Kameno Harti" (maxi single)
- 1995: To Lathos Kai To Pathos
- 1997: Me Tragoudia Kai Logia ta Oraiotera Mou, 1972-87 (compilação)